# Another Planet
Another Planet è il sesto album in studio del gruppo rock inglese Alien Sex Fiend, pubblicato nel 1988.

## Tracce
Side A
1. Bun-Ho! – 1:43
2. Everybodys Dream – 3:51
3. Radiant City – 4:11
4. Spot Your Lucky Warts – 0:16
5. Sample My Sausage – 2:38
6. Outer Limits – 1:54
7. Instant Karma Sutra – 7:13

Side B
1. So Much to Do – So Little Time – 4:23
2. Alien – 4:14
3. Wild Green Fiendy Liquid – 0:17
4. Nightmare Zone – 4:03
5. Bun-Ho! (Time After Time) – 2:52
6. Another Planet – 3:58

Tracce bonus CD
1. Silver Machine
2. Satisfaction